# Paris Principles
Die Paris Principles waren ein theoretisches Grundlagenwerk zur Erstellung von bibliothekarischen Regelwerken. Sie wurden 1961 auf einer Konferenz (9. bis 18. Oktober) der International Federation of Library Associations and Institutions (IFLA) in Paris verfasst.
Die sechs Seiten lange Schrift legte fest, welche Funktion und Struktur Bibliothekskataloge in Zukunft haben sollten. Es handelte sich dabei um die erste internationale Übereinkunft – so waren Delegationen aus 65 Ländern beteiligt – über grundlegende Fragen der Katalogisierung, die eine wichtige Grundlage für die Entwicklung von Regelwerken wie etwa der RAK bildete. Bis heute einflussreich ist beispielsweise die Bestimmung der Funktion eines Bibliothekskatalogs. So soll der Benutzer über den Katalog feststellen können, ob die jeweilige Bibliothek ein bestimmtes Buch hat, von dem er kennt:
- den Verfasser und den Titel, oder
- nur den Titel (falls der Verfasser im Buch nicht angegeben ist), oder
- einen passenden Ersatz für den Titel (falls Verfasser und Titel ungeeignet oder unzureichend sind).

Außerdem soll der Katalog anzeigen, welche Werke eines Verfassers und welche Ausgaben eines Werkes die Bibliothek besitzt.